# Concattedrale di San Pietro Apostolo (Bisceglie)
La chiesa di San Pietro è il duomo di Bisceglie e concattedrale dell'arcidiocesi di Trani-Barletta-Bisceglie e monumento nazionale italiano.

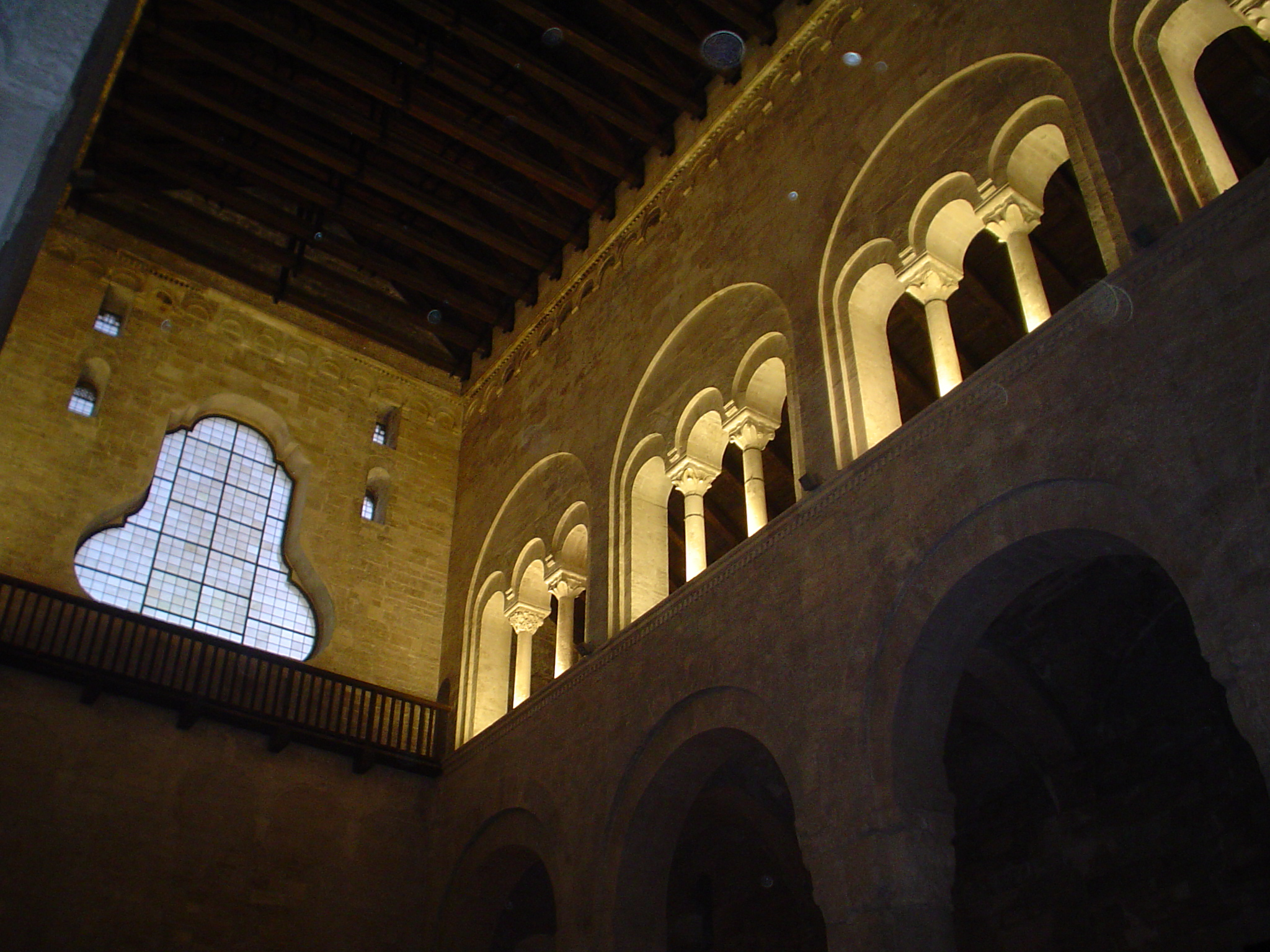
Matronei

## Storia
La Cattedrale fu fondata, come ricordava un'iscrizione in grossi caratteri sul fondo dell'arco trionfale della chiesa, nel 1073 dal normanno Pietro II Conte di Trani. La chiesa fu costruita, in stile romanico, ed ultimata nel 1295: il 1º maggio di quell'anno essa fu solennemente consacrata dal vescovo Leone a cui parteciparono ben sette vescovi. Per erigere il tempio non ci vollero più di trent'anni, ma dal 1100 al 1295 l'edificio subì una serie continua di aggiusti, manutenzioni, rimaneggiamenti. L'edificio è in stile romanico pugliese, ma appare assai rovinata o meglio deturpata dai rifacimenti posteriori. Nell'ultimo restauro la chiesa è stata riportata al suo antico splendore, infatti prima dei restauri la chiesa era immersa in un soffocante stile barocco di fine Settecento.

La facciata (sec. XIII) possiede un portale assai ornato, a triplice fascia di tralci di fogliame, con protiro sorretto da grifi su colonne di marmo, con capitelli a foglie di acanto mosse dal vento, di stile bizantino. Accanto al portale maggiore si trovano i due portali laterali, con archivolti posate su mensole a protome leonina, in alto coronamenti ad archetti, due bifore e quattro monofore romaniche, due finestre barocche, e una grande finestra barocca che andò a sostituire il rosone originario. Nel fianco destro vi è un grande portale tra due colonne antiche, sormontate da rozze sculture; a sinistra vi è invece un curioso bassorilievo raffigurante una giovenca con delle tavole. Meglio conservata è la parete absidale ad arcate cieche con bella finestra e mensole con animali, tra due campanili quadrati di uguale altezza.
L'Interno, basilicale a tre navate, è in perfetto stile romanico pugliese, con matronei posti sulle navate laterali.
A partire dalla seconda metà del XV secolo e nel secolo successivo la cattedrale iniziò a subire delle trasformazioni, in particolare nella cripta, con l'apertura di finestre, e nella chiesa con la costruzione di altari laterali, spesso per l'accoglienza di tombe delle ricche famiglie della città. In questo periodo furono completamente cancellati gli affreschi che decoravano le pareti e le colonne, in quanto già molto deturpati ed impossibili da restaurare.
Nel Seicento furono edificate le cappelle del Santissimo Sacramento e di San Biagio (oggi nota come cappella di San Cristoforo), si sostituirono il pulpito ed il ciborio, furono rifatti l'altare maggiore ed il battistero.
La completa trasformazione dell'interno dell'edificio in stile barocco avvenne tra la seconda metà del Settecento e gli inizi dell'Ottocento. Sono ancora ascrivibili all'epoca romanica gli esterni dell'abside e dei matronei e parte della facciata.
Dal 1975 la cattedrale è divenuta santuario mariano per la devozione alla Madonna Addolorata, e successivamente, con decreto del papa Giovanni Paolo II, è stata elevata alla dignità di basilica minore.

## Cripta

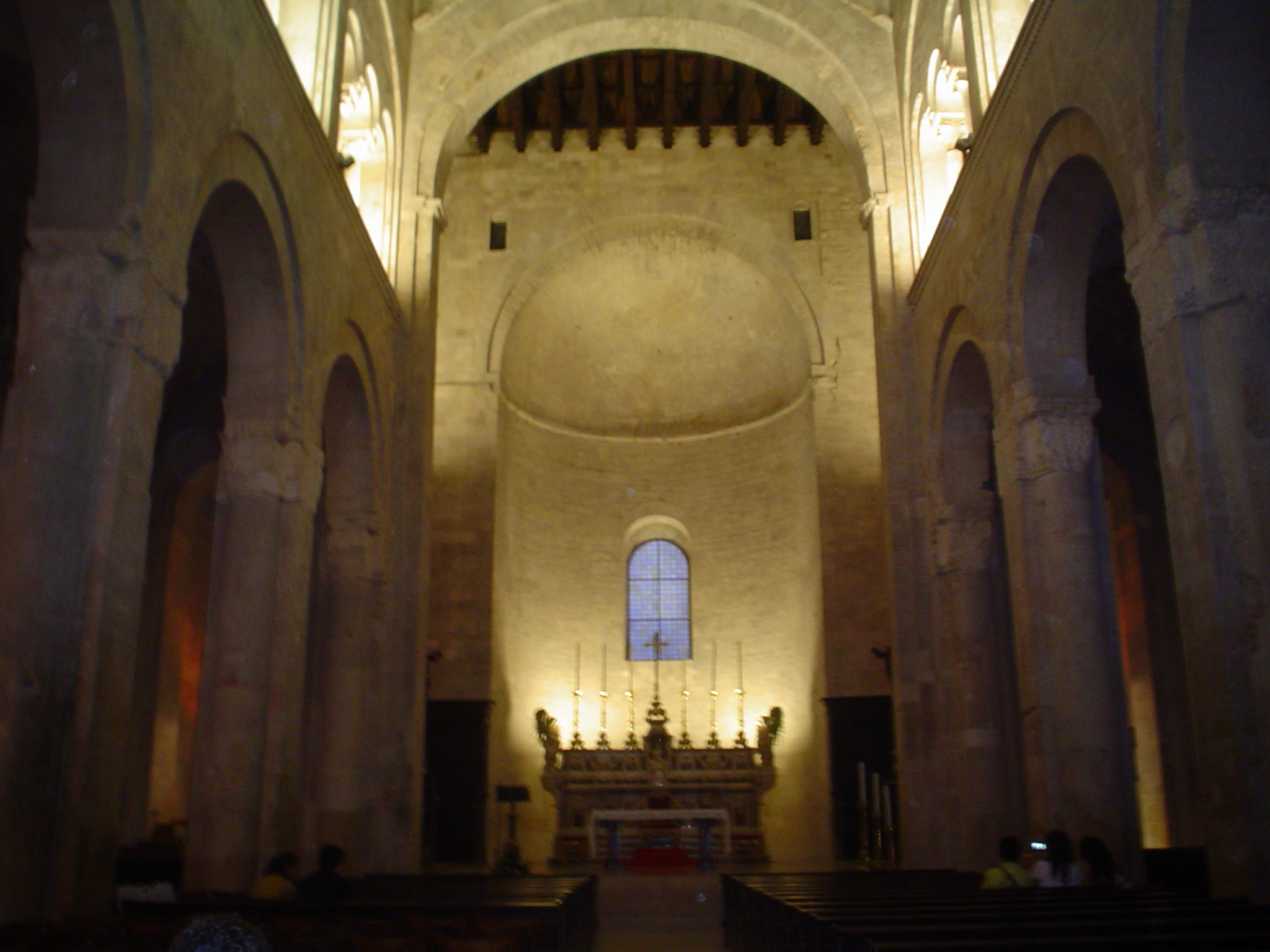
Navata centrale ed Abside

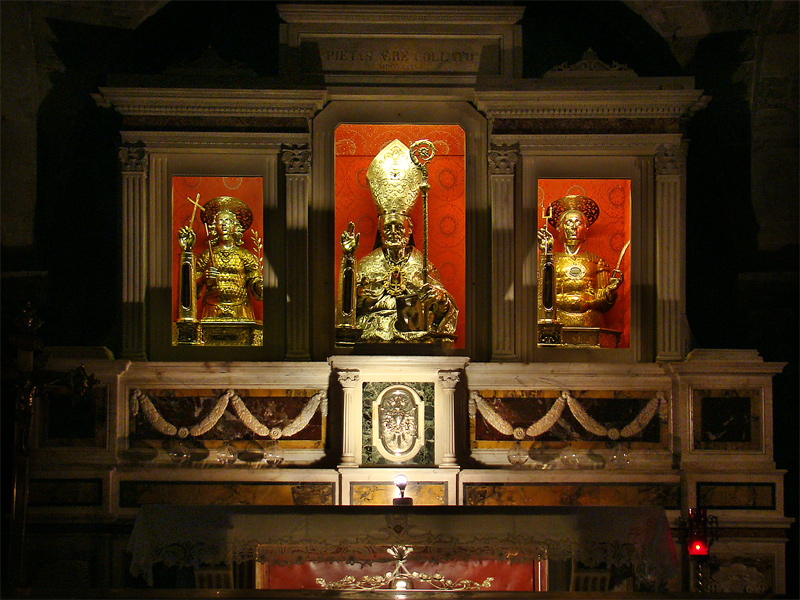
Le reliquie

Anch'essa rimaneggiata, poggia su dieci colonne di breccia corallina, dal colore giallo paonazzo. Vi si conservano le reliquie dei Santi Protettori e il braccio di Santo Stefano. Nel centro è posto l'antico sepolcro dei vescovi. Verso la metà del Settecento e i primi dell'Ottocento iniziarono i lavori di trasformazione dell'agile stile romanico in un pesante barocco, sul modello di San Pietro: davanti al protiro venne costruita una scalea per migliorare l'accesso alla Cripta.

## Opere d'arte
Sul muro esterno della cappellina della navata destra è un affresco con San Cristoforo, eseguito da Vito Calò (XIX secolo), copia del Tiziano, oggi restaurato.
In chiesa si conservano diverse opere d'arte: un dipinto con L'ultima Cena di Girolamo Palumbo (XIX secolo), ora conservato nella Cappella del Santissimo. Inoltre in controfacciata è collocata una tela con la Madonna del Rosario, San Domenico, Antonio da Padova, Matteo e Nicola di Bari, dipinta dal veneto Giovanni Segàla per la Chiesa di San Matteo e di San Nicolò probabilmente nel 1692 e restaurata nel 2020. La pala mostra uno stile "chiarista" tipico degli sviluppi artistici di quel periodo a Venezia, anticipatori del secolo successivo, da Tiepolo a Guardi.
Ai lati del presbiterio vi è un bellissimo Coro in noce massiccio, proveniente dall'Abbazia Benedettina di Santa Maria dei Miracoli in Andria. Esso rappresenta la storia dell'Ordine Benedettino dalle origini alla fine del Medioevo. Le due ali del Coro (lunghe ciascuna m 8, alte m 3,36) sono disposte longitudinalmente a destra e a sinistra dall'altare maggiore, occupando interamente i fianchi dell'abside. 38 sono gli stalli, 24 nel primo ordine, il più alto, e 14 nell'altro. Un terzo ordine (oggi scomparso) era formato da nude panche di nessun pregio. Un fregio cinquecentesco adorna le spalliere dei 14 stalli dell'ordine inferiore, interrotto a intervalli uguali da capitelli benedettini a bassorilievo. Graziose teste di putti sorridono in cima ai braccioli. In ciascuna delle spalliere dell'ordine superiore, sotto archetti binati, sono rappresentati due papi per ognuno dei 12 stalli dell'ala destra, e 2 cavalieri o santi per quelli dell'ala sinistra: ciascuna statua reca ai piedi il nome e lo stemma. Sopra gli archetti binati che riquadrano i papi v'è una targa ov'è scolpito il nome d'una Congregazione dell'Ordine, da quella Cluniacense a quella Sicula, Gallica, Hispana. Sopra gli archetti che inquadrano i santi o cavalieri, le targhe recano nomi di imperatori e imperatrici benemeriti dell'Ordine. Pregevoli sono le colonnine che dividono una spalliera dall'altra, cinte da foglie per un terzo e scannellate nel resto, con in cima un capitello corinzio. Statue e putti sono in stile barocco, l'ornamentazione è rinascimentale. L'opera di un autore ignoto che risale alla metà del Seicento.
Inoltre, fra le statue lignee si annoverano alcune sculture settecentesche dell'artista andriese Nicola Antonio Brudaglio, fra cui la statua di Maria Addolorata.
In sacrestia si trova un pulpito in noce del 1770, un pannello di noce intagliato, con la figura di San Benedetto (XVII secolo, scuola napoletana), proveniente dal Coro, ed un prezioso calice di piombo.
Appartiene alla chiesa anche un evangelario miniato dell'XI secolo, proveniente da un monastero benedettino, dal quale fu ceduto nel 1182 al vescovo Amando in cambio di alcune terre. Esso ha le pagine in pergamena e la copertina in argento: in Puglia ne esiste un solo altro esemplare, Bitonto.
Nella chiesa si conservavano anche tre dipinti a olio su tela, opere di Nicola Porta (XVIII secolo), raffiguranti l'Adorazione dei Magi, l'Invenzione della Croce e la Trinità e Santi, ora risiedenti nel Museo Diocesano.